# Ципота
Ципота (Zipota, ципела) је једна баскијска борилачка вештина, одговара прилично француском саватеу и садржава исто и борбе штапом. 
Технике чине ударци и бацања, технике са штапом за пешачење сакупљене су под дисциплини макила. 